# ماتياس كوروخو
ماتياس كوروخو (بالإسبانية: Matias Corujo)‏ (المولود 8 مايو 1986) هو لاعب كرة قدم أوروغوياني يلعب حاليًا لنادي يونيفرسيداد تشيلي التشيلي والمنتخب الأوروغوياني كقلب دفاع.

## روابط خارجية
- ماتياس كوروخو على موقع قاعدة بيانات كرة القدم.إي يو (الإنجليزية)
- ماتياس كوروخو على موقع ناشيونال فوتبول تيمز (الإنجليزية)
- ماتياس كوروخو على موقع Soccerway.com (الإنجليزية)
- ماتياس كوروخو على موقع AS.com (الإسبانية)